# Левицька Софія Пилипівна

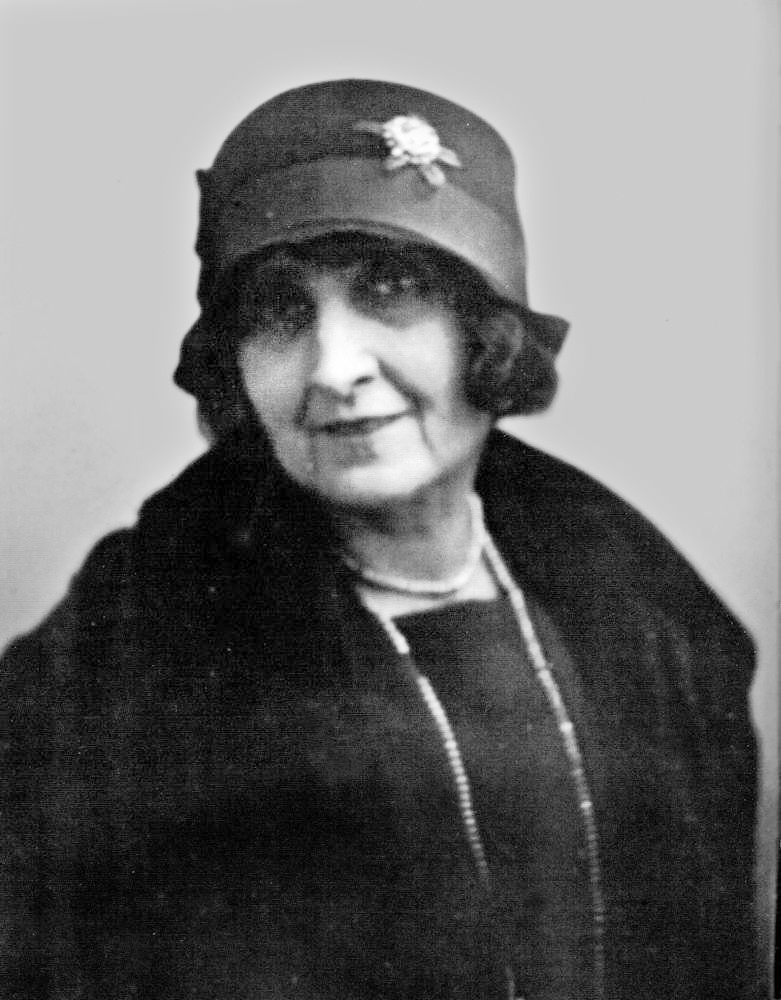
Софія Левицька, 1930

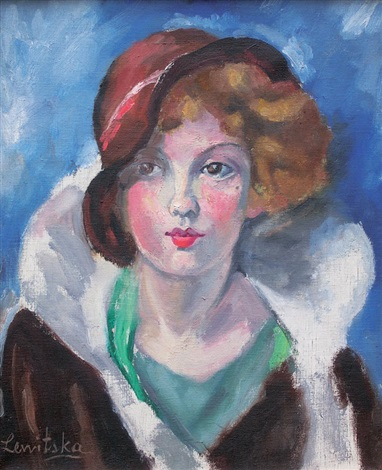
Софія Левицька - Портрет паризької дами

Софія Пилипівна Левицька (фр. Sonia Lewitska, англ. Sophia Lewitska; 9 березня 1874, Вихилівка — 20 вересня 1937, Париж) — українська художниця-емігрантка; працювала в Парижі. Відома своїм живописом та графікою у стилях кубізму та постімпресіонізму з впливом народного українського мистецтва.

## Біографія

### Походження та шлюб
Народилася 9 березня 1874 року на Поділлі в багатій графській сім'ї в селі Вихилівка Проскурівського повіту Подільської губернії за 18 верст від повітового міста Проскурова (нині — Хмельницький). Походила з давнього шляхетського роду. Її батько — Пилип Левицький — був дідичем у селі Вільхівці та інспектором народних шкіл Подільської губернії. Він був товаришем Володимира Антоновича, Тадея Рильського, Павла Житецького, активно цікавився громадською і культурною роботою. Брат Софії — Модест Левицький, лікар і письменник, у 1919 році був головою української дипломатичної місії у Греції, згодом — лектором Української господарської академії в Подєбрадах.
Дитинство та молодість художниці минули між рідним селом Вільхівці і Києвом, де Левицькі мали власне помешкання. Заледве Софії виповнилося 19 років — її видали заміж за лікаря Маниловського. Це й стало початком трагічного життя мисткині. Чоловік виявився морально деградованою особистістю, зловживав алкоголем. У цьому шлюбі в Софії народилася дочка Ольга, яка виявилася розумово відсталою. Не витримавши знущань та прикрощів від чоловіка, Софія з малолітньою дитиною повертається в батьківський дім.

### Переїзд у Париж
Коли Ольга трохи підросла, Софія виявляє бажання вчитися малярства, адже ще в Києві відвідувала мистецьку студію Сергія Світославського, де здібно себе проявляла. Багато українських митців набували досвіду на чужині, вносячи свою мистецьку частку в розвиток світового мистецтва. У випадку із Софією її доля тісно переплелася з французьким культурним світом. Після довгих вагань батьки у 1905 році виряджають її до Парижа, де Софія Левицька записується до школи Еколь де Боз-Ар. Її успіхи в навчанні були настільки значними, що вже через рік її допускають робити копії з картин у Луврі. У цей період її захоплюють твори Делакруа, Фрагонара і Пюві  де Шавана. Під час навчання познайомилася з художником-початківцем Жаном Маршаном (фр. Jean Marchand), приязні стосунки з яким переросли в кохання і спільне життя впродовж подальших двадцяти років.
У 1906 році Левицька навідалася до Києва, і з захопленням оповідала київським митцям про Париж та закликала їх їхати на навчання саме до Франції. Париж завжди був рухливим мистецьким осередком, де й українців ніколи не бракувало. Молодь їхала туди, аби набути фахових знань, а старші митці пробували шукати там визнання і слави. Дехто затримувався там на деякий час і виїздив, але були й такі, що перебували там довго. На відміну від своїх американських земляків чи українських митців у Польщі, українці у Франції ніколи не прагнули створити якесь національне мистецьке об'єднання. Вони там просто жили, часом збиралися разом, іноді виставляли свої роботи, а далі кожен знову жив своїм індивідуальним життям, і французькому загалу нічого не говорила країна їхнього походження. Таку ситуацію намагалася виправити українська художниця Софія Левицька.
Після закінчення школи разом з Маршаном художниця осіла в Парижі. Вона багато малювала, переважно великі за обсягом картини і виставляла їх у паризькому Салоні «Незалежних» та Осінньому салоні. Картину «Збирання яблук» відзначили члени виставкового комітету Осіннього салону, і від 1910 року вона стала постійним членом цього Салону. Її твори знаходять схвальні відгуки, зокрема критик і прихильник модерного мистецтва, французький поет Гійом Аполінер дуже позитивно оцінив її «Білого однорога у райському саду».
Друга збірна виставка кубістів у 1912 році, в якій брав участь уславлений згодом Олександр Архипенко, також не обійшлася без Софії.

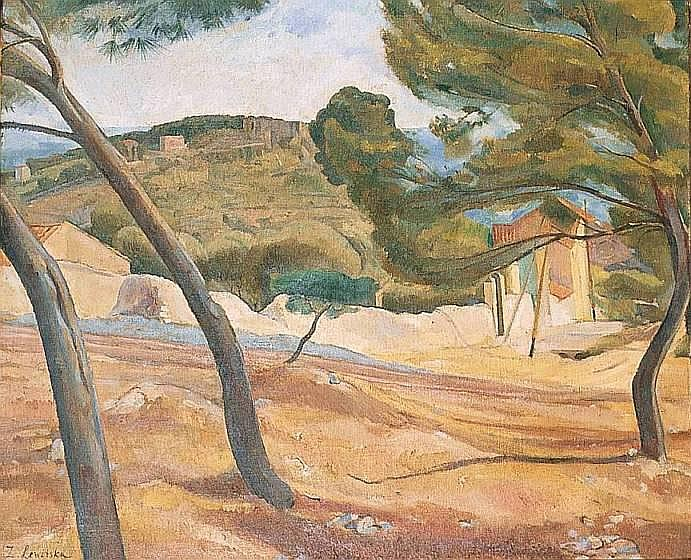
Софія Левицька «Середземноморський краєвид», 1914

У 1913 році Софія Левицька організовує свою першу персональну виставку в галереї Б. Вайль. У передмові до каталогу цієї імпрези Шарль Мальпель писав: «З творів Соні Левицької пробивається дуже тонка поезія, яка виходить із спокійного мистецтва. А все ж таки цього митця вважають за одного з найсміливіших під сучасну пору… Мистецтво пані Левицької є дуже гарне й дуже безпосереднє».

### Національне пробудження
Першу світову війну художниця перебула в Парижі, не покидаючи занять мистецтвом. Звістки про те, що Російській імперії прийшов кінець, що в Росії розпочалася революція, що український народ прагне організувати державне життя, Левицька сприймала схвально. Вона й собі хотіла чимось прислужитися українській справі: побажала дати французам опис України і її звичаїв. Для цього самотужки переклала на французьку мову «Вечори на хуторі біля Диканьки» Миколи Гоголя. Підготувала для видання й власні ілюстрації. Книжка, щоправда, вийшла у світ аж у 1921 році, і нині становить бібліографічну рідкість.
У 1919 році художниця створила лінорит «Визволення України», де козак, поборовши двоголового орла, атакує білого. Про події в Україні її інформував брат Модест.

При цьому Софія Левицька цікавилася не лише малярством, але й усіма проявами творчого культурного життя — літературою, музикою; вона не могла жити в ізоляції і гуртувала довкола себе дружні кола французьких митців і літераторів. У 20-х роках весела й товариська Софія українською щирістю і багатством ідей зуміла на товариських вечірках у своєму помешканні поєднати низку французьких малярів, літераторів і критиків. Як згадував український художник Олекса Грищенко, який жив тоді у Франції і приятелював з Софією: 
|  | «Усі любили її за милу вдачу, добрість і гостинність. Маючи до краю обмежені матеріяльні засоби, вона, проте, вишукувала можливості, щоб придбати печива і почастувати гостей чаєм, або й, із щиро слов'янською сердечністю, обідом. Соня забувала про свої турботи і для кожного знаходила відповідне слово, щоб розважити і підбадьорити» |

 У розмовах присутні не залишали осторонь і країну походження господині дому, а сама Левицька закликала французьких митців їхати в Україну та змальовувати її неповторні краєвиди.
До середини 20-х років кожного літа Левицька виїздила на південь Франції, де малювала провансальські краєвиди і портрети. Поруч із малярством чимало уваги присвячує графіці. Самобутній графічний модерн Софії Левицької у Франції був тісно пов'язаний з традиціями українського народного мистецтва.

### Повернення дочки
Пізнавши радість любові і спільного творчого життя з Жаном Маршаном, наприкінці життя Софія залишилася зовсім самотньою. Біда у життя Софії і Жана підкралася несподівано і прийшла з України. З погіршенням ситуації в Києві родичі Софії більше не могли утримувати її дочку Ольгу і відправили її до мами. Психічно хвора дитина, звичайно, ні в чому не завинила, але розпочала шлях великої трагедії. Спочатку Софія ще жила сподіваннями вилікувати дочку — водила її до різних професорів і спеціалістів, але хвороба була вродженою і лікуванню не піддавалася. Це було трагедією матері. Присутність Ольги впливала на погіршення стосунків між Левицькою і Маршаном, який, по стількох прожитих разом роках, одного дня просто залишив Софію з дочкою. Моральну підтримку надали брат Модест та земляки, які мешкали в Парижі. Порятунку шукала в творчості. Для неї рятівним став світ, який належав лише їй і рятував від безнадії — світ мистецтва. У своїх роботах Софія часто зверталася до казкових образів («В зачарованому місті», «Вершники», «Однороги»), до яких тікала від сумної реальності.
Родинна й особиста трагедії, ненормальний стан дочки наклали важкий відбиток на психіку Софії. На початку 1930-х років у неї починають проявлятися перші ознаки психічної хвороби. Вона ще бореться, не піддається долі, ще малює картини, робить проєкти вишивок, які вишиває хвора дочка. Але кольори на картинах стають дедалі темнішими, образи — сумнішими, а сил бракує, щоб довершити задумане.
На тлі нервового виснаження і психічної недуги Софія Левицька, втративши надію вилікувати дочку, пробує отруїти її — але така спроба закінчується власним божевіллям. Недуга перемагає, і 20 вересня 1937 року Софія Левицька закінчує свій земний шлях.

### Після смерті
Смерть Софії зворушила її французьких приятелів. Один з них, поет Еміль Бернар навіть написав вірша на її смерть, у якому є рядок: «Вона була такою рідкістю на землі». Французи вирішили впорядкувати її творчу спадщину і задля цього навіть створили товариство «Приятелі Софії Левицької», до якого увійшло чимало знаних митців. У планах товариства були наміри влаштувати посмертну виставку, видати монографію, видрукувати ще не оприлюднені гравюри. Втілити в життя вдалося лише перше — у травні-червні 1938 року в галереї Самбона відбулася виставка творів Софії, на якій були представлені невеликі полотна й акварелі, які репрезентували спогади художниці про Україну: квіти, селян, танці та портрети. Всі інші наміри обірвала Друга світова війна.
Проте її ім'я назавжди увійшло в історію французької графіки XX століття. В українських музеях та приватних колекціях творів художниці майже немає, у Франції збереглися лише поодинокі графічні та олійні роботи Софії Левицької. Друкованих матеріалів, розвідок і спогадів про неї, окрім згадок у сучасній їй французькій пресі, також обмаль.